# Сарепта (Луїзіана)
Сарепта (англ. Sarepta) — місто (англ. town) в США, в окрузі Вебстер штату Луїзіана. Населення — 717 осіб (2020).

## Географія
Сарепта розташована за координатами 32°53′42″ пн. ш. 93°27′5″ зх. д. / 32.89500° пн. ш. 93.45139° зх. д. (32.895013, -93.451468).  За даними Бюро перепису населення США в 2010 році місто мало площу 4,16 км², з яких 4,15 км² — суходіл та 0,01 км² — водойми.

## Демографія
Згідно з переписом 2010 року, у місті мешкала 891 особа в 348 домогосподарствах у складі 246 родин. Густота населення становила 214 осіб/км².  Було 401 помешкання (96/км²).
Расовий склад населення:
| - 98,8 % — білих - 0,6 % — чорних або афроамериканців - 0,2 % — корінних американців |

До двох чи більше рас належало 0,2 %. Частка іспаномовних становила 1,3 % від усіх жителів.
За віковим діапазоном населення розподілялося таким чином: 27,0 % — особи молодші 18 років, 56,1 % — особи у віці 18—64 років, 16,9 % — особи у віці 65 років та старші. Медіана віку мешканця становила 36,7 року. На 100 осіб жіночої статі у місті припадало 98,9 чоловіків;  на 100 жінок у віці від 18 років та старших — 96,4 чоловіків також старших 18 років.
Середній дохід на одне домашнє господарство  становив 56 557 доларів США (медіана — 42 143), а середній дохід на одну сім'ю — 65 857 доларів (медіана — 54 750). Медіана доходів становила 47 426 доларів для чоловіків та 24 808 доларів для жінок. За межею бідності перебувало 8,2 % осіб, у тому числі 6,3 % дітей у віці до 18 років та 2,7 % осіб у віці 65 років та старших.
Цивільне працевлаштоване населення становило 424 особи. Основні галузі зайнятості: освіта, охорона здоров'я та соціальна допомога — 21,2 %, будівництво — 12,5 %, транспорт — 10,4 %, мистецтво, розваги та відпочинок — 10,4 %.